# Call Me (canción de Sweet)
«Call Me» es una canción de la banda británica de glam rock Sweet, dicha canción fue el primer sencillo de la agrupación sin contar con Brian Connolly, el vocalista principal de Sweet hasta 1979, ya que sería despedido de la banda en ese mismo año. La canción fue escrita por Andy Scott y producida e interpretada por Sweet.

## Personal
- Steve Priest – vocalista principal, bajo.
- Andy Scott – guitarra eléctrica y sintetizador, coros.
- Mick Tucker – batería y percusiones, coros.